# Champier
Champier ist eine französische Gemeinde mit 1.583 Einwohnern (Stand: 1. Januar 2022) im Département Isère in der Region Auvergne-Rhône-Alpes. Sie gehört zum Arrondissement Vienne, zum Kantons Bièvre und zum Gemeindeverband Bièvre Isère. Die Einwohner werden Champérois genannt.

## Geografie
Champier liegt 37 Kilometer südöstlich von Vienne. Umgeben wird Champier von den Nachbargemeinden Eclose-Badinières im Norden, Flachères im Osten, Eydoche im Südosten, Mottier im Süden, Porte-des-Bonnevaux im Südwesten und Westen sowie Châtonnay im Westen und Nordwesten.

## Bevölkerungsentwicklung
| Jahr                       | 1962 | 1968 | 1975 | 1982 | 1990 | 1999 | 2010 | 2021 |
| Einwohner                  | 771  | 741  | 757  | 832  | 873  | 967  | 1242 | 1510 |
| Quellen: Cassini und INSEE |      |      |      |      |      |      |      |      |

## Sehenswürdigkeiten
- Kirche Saint-Nizier
- Missionskapelle
- Kapelle Saint-Marcellin im Ortsteil Flévin

## Persönlichkeiten
- Adrian von Wrede-Melschede (1862–1935), preußischer Jurist und Landrat des Kreises Geilenkirchen